# دانييل بافلوف
دانييل بافلوف (بالروسية: Павлов, Даниил Евгеньевич)‏ هو لاعب كرة قدم روسي في مركز الوسط، ولد في 5 يونيو 2002 في تولا في روسيا.